# Oncometopia parallela
Oncometopia parallela är en insektsart som först beskrevs av Walker 1851.  Oncometopia parallela ingår i släktet Oncometopia och familjen dvärgstritar. Inga underarter finns listade i Catalogue of Life.